# Радио-дугме
Радио-дугме или опционо дугме је графички контролни елемент који омогућава кориснику да изабере само једну од опција, ексклузивно или. Радио-дугмад су распоређења у групе од два или више и приказују се на екрану као, на пример, листа кругова који могу бити празни (за неселектоване) или садржати тачку (за селектоване). Свако радио-дугме је обично праћено текстом који описује шта то радио-дугме представља. Избори су узајамно искључиви, када корисник изабере радио-дугме, претходно изабрано радио-дугме у истој групи постаје неозначено (само једно може бити означено). Означавање радио-дугмета се ради тако што се кликне мишем на дугме или натпис или користећи пречицу на тастатури.
Могуће је да у почетку ниједно од радио-дугмади у групи не буде означено. На ово стање се није могуће вратити кроз интеракцију са контролом која садржи радио-дугме (али може бити омогућено помоћу других елемената корисничког интерфејса). Када се користи у HTML форми, ако ниједно дугме у групи није означено, онда се пар име-вредност не прослеђује при слању форме. На пример, за радио групу названу пол са опцијама мушкарац и жена, променљива „пол” неће бити попуњена чак ни са празном вредношћу.
Поређења са checkbox-om који омогућава више од једног селектованог елемента (или ниједан селектован елемент).

## Порекло имена
Радио-дугмад су названа по физичким дугмадима који су се користили за старе радио апарате да би се изабрала унапред меморисана станица — када је једно од дугмади притиснуто, друга дугмад би искочила остављајући притиснуто дугме као једино дугме које је притиснуто.

## HTML
Код веб форми, HTML елемент <input type="radio"> се користи да прикаже радио-дугме.

## Уникод
Верзија 6 Уникод стандарда укључује карактер за представљање радио-дугмета (🔘) чији код 128,280 (U+1F518), се налази у  секцији. Слични карактери су кружни оператори са тачком (U+2299), fisheye (U+25C9), и bullseye (U+25CE).